# Georges Brugmann

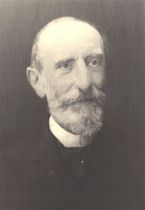

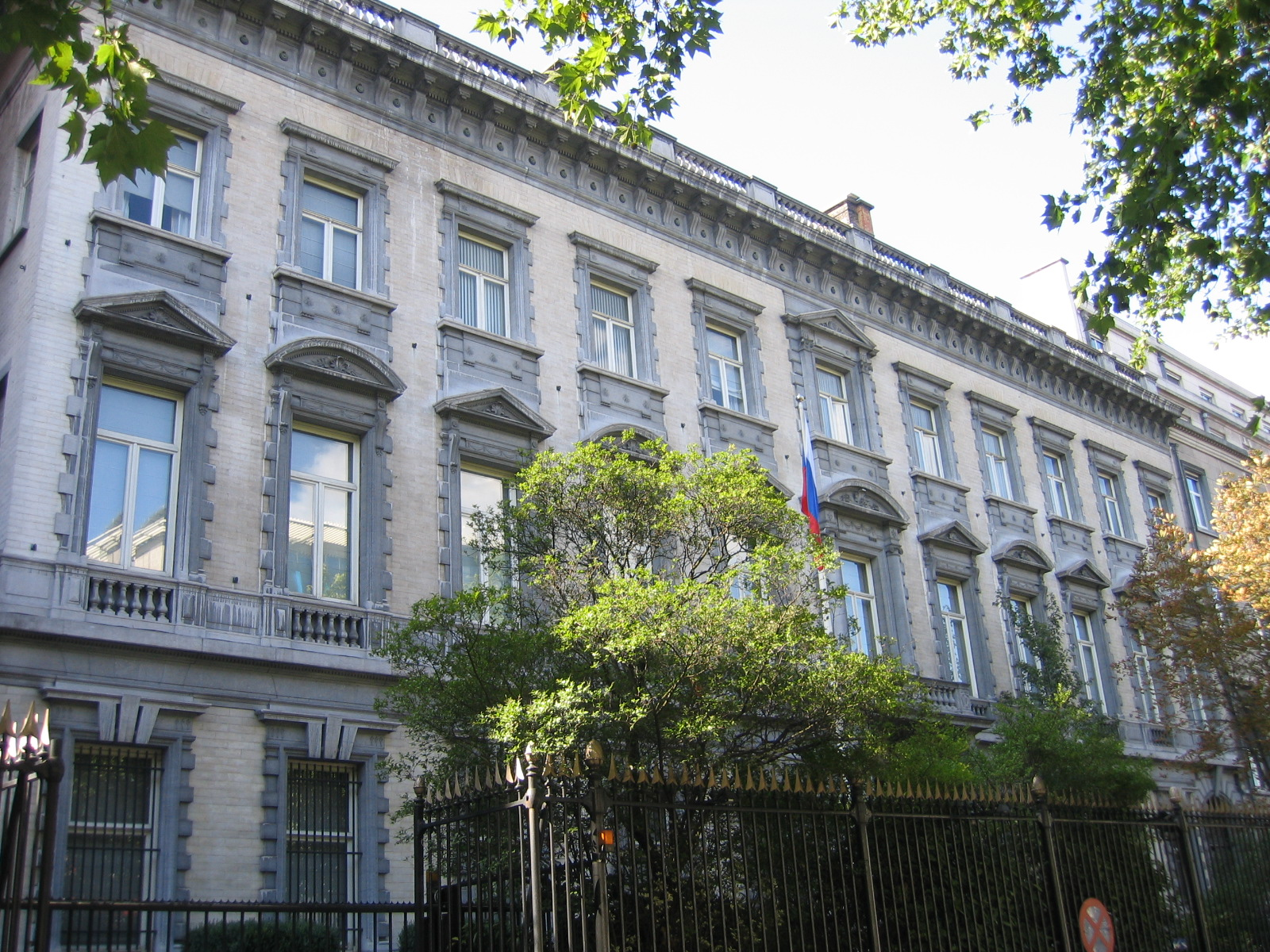
Brugmann herenhuis aan de Regentlaan 31-33, te Brussel

Georges Edmond Brugmann (Verviers, 18 oktober 1829 - Brussel, 23 november 1900) was de bekendste van de drie broers Brugmann die het bankiersbedrijf van hun vader Frédéric Brugmann overnam. Dit kwam doordat hij het voortouw nam in de activiteiten van grondverkaveling die de familie ondernam en in de filantropische inspanningen die ze deed.
Wat de grondverkavelingen betreft, ging het in de eerste plaats om de urbanisatie van grote delen van de nog landelijke gemeenten Ukkel, Vorst en Elsene. Georges was hierin zeer actief. Hij nam de bouw van de Weg van Brussel naar Sint-Job, later Georges Brugmannlaan (1870-73) voor zijn rekening, evenals de Langeveldlaan (avenue de Longchamps, 1875) later Winston-Churchillaan geworden, de Belle-Vuelaan (later Messidorlaan), de Albertlaan en de Olmenlaan. Hij nam deel aan de urbanisatie van de wijken Langeveld, Berkendael, Globe en Ten Bosch, waar hij veel gronden bezat.
Hij was een trouw ondersteuner van de Protestantse Kerk in Brussel, waar hij een actief lid van was. Dit belette niet dat hij rond 1847 een perceel grond schonk in Ukkel alsook financiële ondersteuning gaf, om een katholieke kerk te bouwen, de Heilige Drievuldigheidskerk, in een wijk die koning Leopold I wenste tot ontwikkeling te brengen. 
Hij lag ook aan de basis van het Brugmannhospitaal, dat vanaf 1906 gebouwd werd naar een ontwerp van Victor Horta, op een terrein van achttien ha, dat tot stand kwam dankzij het aanzienlijke legaat dat Brugmann naliet aan de Burgerlijke Godshuizen van Brussel. Daarnaast financierde hij ook rusthuizen, zoals het bejaardenhuis van de Protestantse kerk en dat van de Zusters Ursulienen.
Brugmann financierde ook mee de Cité scientifique aan het Leopoldspark, dat de ideeën uitwerkte van Ernest Solvay en Paul Héger. Hij financierde ook mee de expeditie naar Antarctica van Adrien de Gerlache in 1897-1898.
Georges Brugmann was onder meer bestuurder of commissaris van:
- Chemins de fer de Mons-Hautmont
- Compagnie générale de matériel de chemins de fer
- Chemins de fer Liège-Maastricht
- Banque centrale anversoise
- Comité d'Etudes pour le haute Congo
- Chemins de fer du Congo van Thys